# سیارک ۱۱۵۳۳۱
سیارک ۱۱۵۳۳۱ (به انگلیسی: 115331 Shrylmiles، نامگذاری:2003SL224) صد و پانزده هزار و سیصد و سی و یکمین سیارک کشف شده‌است که در ۲۹ سپتامبر ۲۰۰۳ کشف شد.